# 그러므로 기호
그러므로 기호(∴)는 수학 등에서 이전의 내용에서 유도할 수 있는 결론에 사용하는 학술적 기호이다.
반대 기호로는 왜냐하면 기호({\displaystyle \because })가 있다.

## 수학 및 논리
수학에서 증명 등에 사용된다.
A = B
B = C
∴ A = C
삼단논법에서도 사용된다.
모든 사람은 죽는다.
소크라테스는 사람이다.
∴ 소크라테스는 죽는다.
단, 이것은 모순일 때가 있다.
사람은 동물이다.
당나귀는 동물이다.
∴사람은 당나귀이다.
이것은 모순이다.

## 지도 기호
대한민국에서는 국가유산(옛 명칭은 문화재)을 나타내는 지도기호로 ∴를 사용한다.

## 관련 기호
왜냐하면 기호(∵)는 그러므로 기호와 반대로 이전 내용의 근거를 제시할 때 사용하는 학술적 기호이다.

## TeX에서 표현
- \therefore → {\displaystyle \therefore }
- \because → {\displaystyle \because }

## 같이 보기
- Q.E.D.